# Mikołaj Michajłowicz Sapieha
Mikołaj Michajłowicz Sapieha herbu Lis (ur. ?, zm. przed 13 sierpnia 1611) – podkomorzy grodzieński, kuchmistrz wielki litewski, poseł na sejmy, szafarz podatków województwa trockiego w 1589 roku.
Prawnuk Bohdana, wnuk Janusza, syn Michała, brat Lwa Michajłowicza, ojciec Fryderyka.
W 1567 Brał udział w wojnie litewsko-rosyjskiej. Przed 25 stycznia 1574 został dworzaninem królewskim.
W elekcji 1576 poparł Stefana Batorego. Wyróżnił się w wojnach 1579–1581 przeciwko Moskwie, za co w 1582 został obdarowany urzędem podkomorzego grodzieńskiego.
W elekcji 1587 poparł Zygmunta Wazę. Wyraźne opowiedzenie się po stronie przyszłego króla ułatwiło mu dalszą karierę. W 1589 roku był sygnatariuszem ratyfikacji traktatu bytomsko-będzińskiego na sejmie pacyfikacyjnym. W 1589 roku otrzymał godność kuchmistrza litewskiego oraz kilka dzierżaw w powiecie grodzieńskim. W latach 1589 i 1595 posłował na Sejm. Poseł na sejm 1593 roku z powiatu trockiego. Był deputatem na Trybunał Główny Wielkiego Księstwa Litewskiego w 1590 roku (z nieznanego sejmiku), w 1596 i 1601 roku (z powiatu grodzieńskiego). W roku 1600 był posłem na sejm z powiatu grodzieńskiego. Ostatni raz posłował do Sejmu w 1603.